# Visszaélés nemzetközi szerződés által tiltott fegyverrel

Tömegpusztító fegyverek

A visszaélés nemzetközi szerződés által tiltott fegyverrel a közbiztonság elleni bűncselekmények csoportjába tartozó olyan bűncselekmény, mely nemzetközi szerződésben tiltott fegyverek forgalmazását vagy készítését foglalja magába.

## Magyar szabályozás
Btk. 264/C. §
- (1) Aki nemzetközi szerződés által tiltott fegyvert kifejleszt, gyárt, megszerez, felhasznál, tart, vagy ilyen fegyvert annak tartására nem jogosult személynek átad, az ország területére behoz, onnan kivisz, azon átszállít, vagy azzal kereskedik, bűntettet követ el, és öt évtől tizenöt évig terjedő szabadságvesztéssel büntetendő.
- (2) Az (1) bekezdés szerint büntetendő, aki jogszabályban meghatározott engedély nélkül vagy az engedélytől eltérően nemzetközi szerződés által tiltott fegyver előállítására alkalmas létesítményt épít, üzemeltet, létező létesítményt ilyen fegyver gyártása céljára átalakít, illetőleg ilyen létesítmény üzemeltetéséhez a jogszabály által meghatározott engedély megszerzése érdekében a döntésre jogosult szervet vagy személyt megtéveszti.
- (3) Aki az (1)-(2) bekezdésben meghatározott bűncselekményt

a) bűnszövetségben követi el, tíz évtől tizenöt évig terjedő vagy életfogytig tartó szabadságvesztéssel büntetendő.
- (4) Aki a (2) bekezdésben írt cselekményt gondatlanságból követi el, vétség miatt két évig terjedő szabadságvesztéssel büntetendő.
- (5) Az (1)-(2) bekezdés alkalmazásában nemzetközi szerződés által tiltott fegyvernek kell tekinteni a 160/A. § (3) bekezdésében felsorolt jogszabályokban meghatározott fegyvereket.
- (6)
- (7) Aki nemzetközi szerződés által tiltott fegyverrel való visszaélésre irányuló előkészületet követ el, bűntett miatt öt évig terjedő szabadságvesztéssel büntetendő.

### Nemzetközi szerződés által tiltott fegyverek
Btk. 160/A. § (3):
Nemzetközi szerződés által tiltott fegyvernek kell tekinteni:
- a) az 1955. évi 20. törvényerejű rendelettel kihirdetett, a fojtó, mérges és egyéb hasonló gázok, valamint a bakteriológiai eszközök hadviselési célokra történő használatának eltiltására vonatkozóan Genfben, az 1925. évi június hó 17. napján kelt jegyzőkönyvben említett fojtó, mérges és egyéb hasonló gázokat, a bakteriológiai harci eszközöket.

- b) az 1975. évi 11. törvényerejű rendelettel kihirdetett, a bakteriológiai (biológiai) és toxin-fegyverek kifejlesztésének, előállításának és tárolásának megtiltásáról és e fegyverek megsemmisítéséről szóló, az Egyesült Nemzetek Szervezete XXVI. ülésszakán, 1971. december 10-én elfogadott egyezmény 1. cikkében meghatározott bakteriológiai (biológiai) és toxin-fegyvert.

- c) az 1984. évi 2. törvényerejű rendelettel kihirdetett, a mértéktelen sérülést okozónak vagy megkülönböztetés nélkül hatónak tekinthető egyes hagyományos fegyverek alkalmazásának betiltásáról, illetőleg korlátozásáról szóló, Genfben, az 1985. évi október hó 15. napján kelt egyezményhez csatolt
  - 1. I. Jegyzőkönyvben meghatározott röntgensugárral ki nem mutatható repesszel sérülést okozó fegyvert.
  - 2. az 1997. évi CXXXIII. törvénnyel kihirdetett II. Módosított Jegyzőkönyv 2. Cikkének 1-5. pontjában meghatározott aknát, távtelepítésű aknát, gyalogság elleni aknát, meglepő aknát és más eszközt.
  - 3. III. Jegyzőkönyv 1. Cikkének 1. pontjában meghatározott gyújtófegyvert.
  - 4. IV. Kiegészítő Jegyzőkönyv I. Cikkében meghatározott vakító lézerfegyvert.

- d) az 1997. évi CIV. törvénnyel kihirdetett, a vegyifegyverek kifejlesztésének, gyártásának, felhalmozásának és használatának tilalmáról, valamint megsemmisítéséről szóló, Párizsban, 1993. január 13-án aláírt egyezmény II. Cikkének 1. és 7. pontjában meghatározott vegyifegyvert vagy vegyi kényszerítő eszközt.

- e) az 1998. évi X. törvénnyel kihirdetett Gyalogsági aknák alkalmazásának, felhalmozásának, gyártásának és átadásának betiltásáról, illetőleg megsemmisítéséről szóló, Oslóban, 1997. szeptember 18-án elfogadott egyezmény 2. Cikkének 1. pontjában meghatározott gyalogsági aknát.

### Elkövetési magatartás
A bűncselekmény elkövetési magatartásai a tiltott fegyver kifejlesztése, gyártása, megszerzése, felhasználása, tartása, tartásra nem jogosult személynek való átadása, behozatal, kivitel, átszállítás, kereskedés. Továbbá jogszabályban meghatározott engedély nélkül vagy az engedélytől eltérően nemzetközi szerződés által tiltott fegyver előállítására alkalmas létesítményt épít, üzemeltet, létező létesítményt ilyen fegyver gyártása céljára átalakít, ilyen létesítmény üzemeltetéséhez a jogszabály által meghatározott engedély megszerzése érdekében a döntésre jogosult szervet vagy személyt megtéveszti.

### Egyéb
A törvény bünteti a gondatlanságból elkövetést a (2) esetén, illetve az előkészületet is. Bűnszövetségben való elkövetés esetén akár életfogytig tartó szabadságvesztés is kiszabható (a Btk. 137. § 7. pontja alapján bűnszövetség akkor létesül, ha két vagy több személy bűncselekményeket szervezetten követ el, vagy ebben megállapodik, és legalább egy bűncselekmény elkövetését megkísérlik, de nem jön létre bűnszervezet.)